# Вест Шариланд (Тексас)
Вест Шариланд (енгл. West Sharyland) насељено је место без административног статуса у америчкој савезној држави Тексас.

## Демографија
По попису из 2010. године број становника је 2.309, што је 638 (-21,6%) становника мање него 2000. године.
| Група             | 2000.         | 2010.         |
| Белци             | 52 (1,8%)     | 33 (1,4%)     |
| Афроамериканци    | 1 (0,0%)      | 0 (0,0%)      |
| Азијати           | 0 (0,0%)      | 5 (0,2%)      |
| Хиспаноамериканци | 2.891 (98,1%) | 2.268 (98,2%) |
| Укупно            | 2.947         | 2.309         |